# Eva Bosáková
Eva Bosáková (Mladá Boleslav, Checoslovaquia, 18 de diciembre de 1931-Praga, 10 de noviembre de 1991), también llamada Eva Věchtová, fue una muy exitosa gimnasta artística checoslovaca, que ganó cuatro medallas olímpicas, once medallas en mundiales y cuatro en campeonatos europeos.

## Trayectoria

### Carrera deportiva
Bosáková debutó en 1952, en los Juegos Olímpicos de Helsinki, ganó la medalla de bronce en gimnasia artística en equipo. 4 años después, en Melbourne, ganó la medalla de plata en viga de equilibrio, y durante los Juegos Olímpicos en Roma 1960, ganó la medalla de oro en esta misma categoría.
En el Campeonato Mundial de Gimnasia Artística Moscú 1958, ganó la medalla de oro en suelo —quedando en el podio por delante de la soviética Larisa Latynina y de la japonesa Keiko Tanaka— y otra medalla de oro que ganó cuatro años después en el Mundial de Praga 1962 en la prueba de la viga de equilibrio, quedando situada en el podio en esta ocasión por delante de Larisa Latynina, Keiko Ikeda y Aniko Janosi, estas dos últimas empatadas en el bronce.

### Carrera fílmica
En 1963, Bosáková protagonizó Sobre mujeres diferentes, ópera prima de la cineasta checa Věra Chytilová. En ella, interpretó a una gimnasta que enfrenta fuertes presiones respecto a su siguiente competencia. Esta película es considerada como una de las películas detonadoras de la nueva ola checoslovaca. 5 años después, protagonizó Entre un cuarto y una mitad (Bylo ctvrt a bude pul), comedia musical de Vladimír Cech.